# صمم سابق للنطق
الصمم السابق للنطق أو الصمم ما قبل اكتساب اللغة هو الصمم الذي يحدث قبل تعلم الكلام أو اللغة. يبدأ الكلام والنطق اللغوي عادةً بالتطور باكرًا مع نطق الأطفال كلماتهم الأولى عند بلوغهم عامهم الأول، ولذلك يُعتقد أن الصمم السابق للنطق يحدث قبل إتمام العام الأول، إذ يولد الطفل إما مصابًا بالصمم (يُعرف بالصمم الخلقي) أو يفقد السمع قبل بلوغه السنة. قد يحدث فقدان السمع هذا لأسباب عدة ويؤثر في التطور المعرفي والاجتماعي واللغوي.

## إحصائيات
يعاني ما يقارب 12,000 طفل ضعف السمع في الولايات المتحدة. يحدث فقدان السمع الشديد عند 4-11 طفل من كل 10,000 طفل. وفقًا لمراكز السيطرة على الأمراض والوقاية منها، شُخّص فقدان السمع قبل سن 3 أشهر لدى 3896 طفلًا من بين 3,742,608 أطفال فُحصوا في عام 2017. وصلت نسبة الولادات المترافقة بفقدان السمع إلى 1.7 ولادة لكل 1000 ولادة في الولايات المتحدة.

## الأسباب
يمكن تصنيف ضعف السمع السابق للنطق على أنه خلقي، أو موجود عند الولادة، أو مكتسب، إذ يظهر بعد الولادة وقبل بلوغ العام الأول. قد ينتج فقدان السمع الخلقي عن عوامل أمومية (الحصبة الألمانية، أو الفيروس المضخم للخلايا، أو فيروس الهربس البسيط، أو الزهري، أو السكري)، أو الالتهابات، أو التسمم (الأدوية الصيدلانية، والكحول، والأدوية الأخرى)، أو الاختناق، أو الصدمات، أو انخفاض الوزن عند الولادة، أو الخداج أو المضاعفات المصاحبة لإيجابية عامل الريزوس في الدم/اليرقان. تمثل هذه العوامل غير الوراثية نحو ربع حالات فقد السمع الخلقي عند الرضع بينما تكون العوامل الوراثية مسؤولةً عن أكثر من نصف حالات الأطفال المصابين بفقد السمع الخلقي. تنجم معظم العوامل الوراثية عن ضعف السمع ذي الوراثة المتنحية أو فقدان السمع ذي الوراثة الصبغية الجسدية السائدة. يحدث فقدان السمع الوراثي المتنحي عندما يحمل كلا الوالدين الجين المتنحي الذي يورث إلى طفلهما، أما الجين الشاذ في فقدان السمع الصبغي الجسدي السائد فيورث من أحد الوالدين ويكون قادرًا على إحداث فقد السمع رغم أن الجين المطابق من الوالد الآخر طبيعي. قد يؤدي هذا إلى متلازمات وراثية، مثل متلازمة داون أو متلازمة أوشر أو متلازمة فاردينبيرغ؛ متلازمات تصاحب فقد السمع. قد ينتج فقد السمع المكتسب عن التسمم (مثل التسمم بالأدوية التي تُعطى في وحدة العناية المركزة لحديثي الولادة) والالتهابات مثل التهاب السحايا.

## العلاج
قد تجعل المعينات السمعية والطعوم القوقعية الصناعية الطفل قادرًا على سماع الأصوات ضمن مجال السمع -لكنها لا تعيد السمع الطبيعي. تحفز الطعوم القوقعية الصناعية العصب السمعي مباشرة لاستعادة حاسة السمع جزئيًا، لكن جودة الصوت لا تعادل الأذن الطبيعية، ما يشير إلى عجز الأجهزة الطبية عن علاج الصمم بالكامل. يرى البعض أن فوائد طعوم القوقعة الصناعية وسلامتها تزداد باستمرار، خاصةً عندما يتلقى الأطفال الذين جرى تطعيمهم قدرًا كبيرًا من الدعم التربوي الشفوي. إن فحص الطفل الأصم وعلاجه بتركيب الطعم القوقعي قبل عمر ستة أشهر يمثل هدفًا من أهداف بعض الأطباء المختصين في أمراض السمع، حتى لا يتأخر الطفل عن تعلم اللغة. في الواقع، تشير بعض التوقعات إلى إمكانية اكتساب الأطفال الصم المهارات اللغوية اللفظية بالمستوى نفسه مقارنة بأقرانهم ذوي الوظيفة السمعية الطبيعية في حال أمكنهم الخضوع لعمليات الزرع في وقت مبكر بما فيه الكفاية.